# Henriette Brenu
Henriette Brenu, née à Liège le 27 juin 1900 et morte dans la même ville le 6 novembre 1994, est une artiste liégeoise qui fit une très longue carrière dans le théâtre dialectal liégeois. 

## Biographie

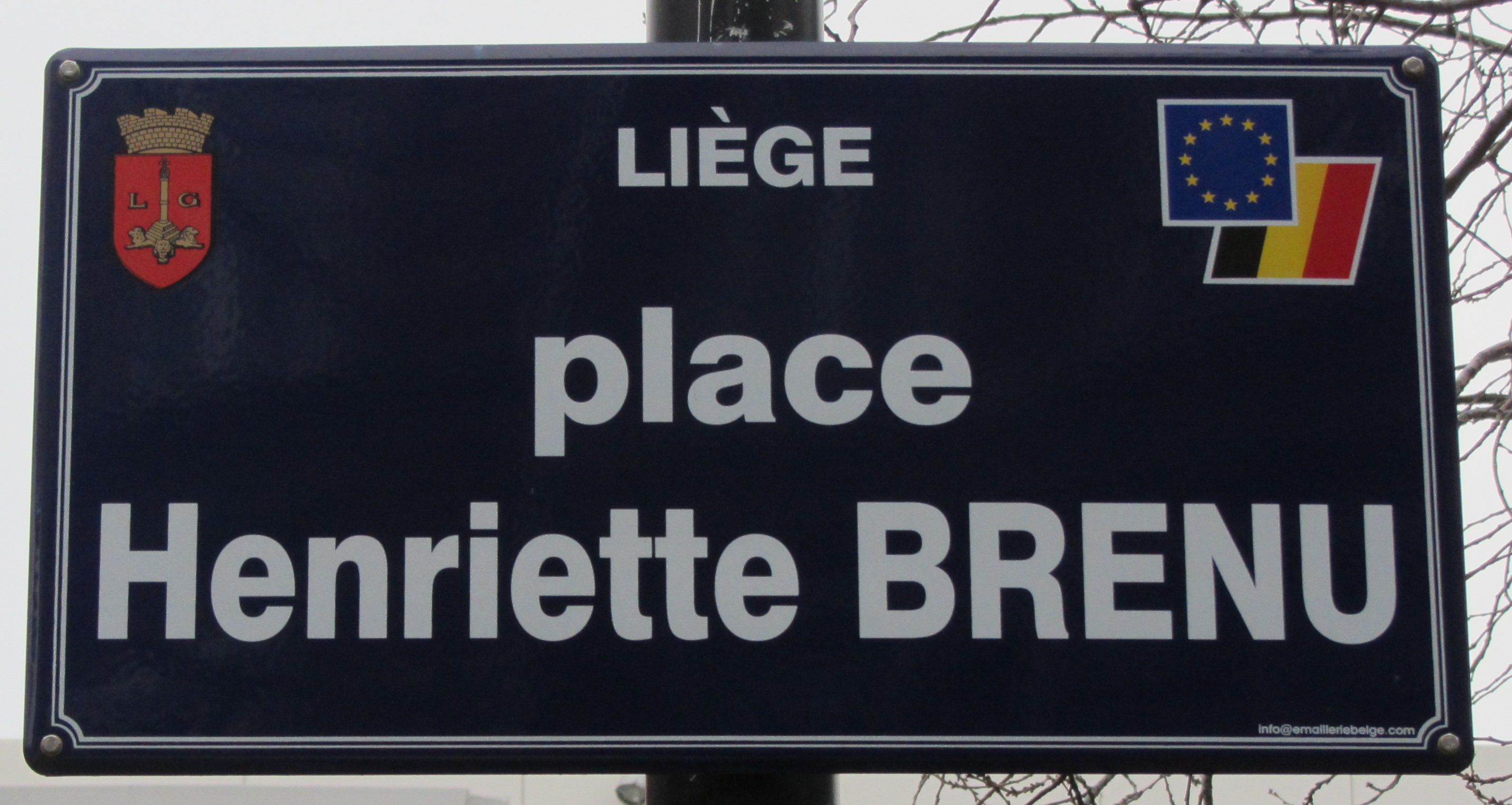
Plaque de la place Henriette Brenu, près du complexe commercial Médiacité

Brenu commença au théâtre dans Cuzin Bèbert à 14 ans, dans son quartier (Nord) et fut engagée au Trocadéro en 1924. Elle y joua jusqu'à l'âge de 90 ans (1990). Elle fit également plusieurs disques de sketches (chez Philips) avec Jacques Ronvaux.  Son personnage le plus connu, Titine Badjawe, est une liégeoise typique au caractère frondeur mais au grand cœur.
Elle anima une émission radio hebdomadaire à la RTB, Popol et tante Titine avec François Renard (1907-1980).
La place Henriette Brenu, dans le quartier du Longdoz à Liège, porte son nom.
Elle meurt le 6 novembre 1994 et est inhumée au cimetière d'Ans (Ans-Bolsée).

## Filmographie

### Télévision
- 1981 : Les Enquêtes du commissaire Maigret de Jean-Paul Sassy (série télévisée), épisode : La Danseuse du Gai-Moulin